# Teratohyla pulverata
Teratohyla pulverata es una especie de anfibio anuro de la familia Centrolenidae.
Se encuentra en el noroeste de Ecuador, este de Colombia, Costa Rica, Honduras, Nicaragua y Panamá. 